# Harald Sverdrup
Harald Ulrik Sverdrup (ur. 15 listopada 1888 w Sogndal; zm. 21 sierpnia 1957) – norweski oceanograf oraz meteorolog.

## Życiorys
Opracował teorię wielkoskalowego transportu wody w oceanie. Jednostka strumienia przepływu prądu, sverdrup, jest nazwana jego imieniem.
Początkowo pracował w Bergen i Lipsku i był związany z wyprawą na biegun północny Roalda Amundsena pomiędzy 1917 a 1925. W 1936 został dyrektorem Scripps Institution of Oceanography w Kalifornii i pracował tam do 1948. Po powrocie do Norwegii został dyrektorem Norweskiego Instytutu Nadań Polarnych, nadal pracował nad problemami oceanograficznymi i biologii morza.
Był członkiem National Academy of Sciences (Amerykańskiej Akademii Nauk). Na jego cześć Amerykańskie Towarzystwo Meteorologiczne przyznaje Złoty Medal Sverdrupa.